# Inch Allah
Pour les articles homonymes, voir Inch'Allah (homonymie).
Incha'Allah est une transcription francophone de la formule arabe (ar) إِنْ شَاءَ ٱللَّٰهُ (In Shaa Allah en translittération baha'ie) qui signifie « si Dieu le veut ». Ce terme est utilisé par la plupart des musulmans.
Les musulmans estiment souhaitable (mustahabb) de prononcer cette formule quand ils évoquent une action à réaliser dans l'avenir.

## Fondement
Cette croyance s'appuie sur la lecture de la sourate Al-Kahf du Coran :
23. Et ne dis jamais, à propos d'une chose : « Je la ferai sûrement demain ».
24. Sans ajouter : « Si Allah veut », et invoque ton Seigneur quand tu oublies et dis : « Je souhaite que mon Seigneur me guide et me mène plus près de ce qui est correct ».
L’expression est aussi utilisée pour marquer en général le désir et l'espoir de voir se réaliser un événement dans l'avenir.
On trouve déjà cette idée exprimée dans l'épître de Jacques (IV 13-17) : 
13 (...) Eh bien donc vous qui dites : « Aujourd’hui ou demain nous irons dans telle ville, nous y séjournerons une année, nous trafiquerons, et nous ferons des profits »,
14 — vous qui ne savez pas ce qui arrivera demain ; —
15 car qu’est-ce que votre vie ? Vous êtes une vapeur qui paraît un instant et s’évanouit ensuite : — au lieu de dire : « Si le Seigneur veut », ou : « Si nous sommes en vie, nous ferons ceci ou cela.
16 Mais maintenant vous vous vantez dans votre présomption. Toute jactance de cette sorte est mauvaise.
17 Celui donc qui sait faire ce qui est bien et qui ne le fait pas, commet un péché. »
C'est un équivalent des expressions profanes couramment employées en français comme « toucher du bois » ou « croiser les doigts ».

### Expressions voisines
On trouve aussi le terme « Ma chaa Allah » (ar) مَا شَاءَ ٱللَّٰهُ, signifiant approximativement « comme Allah a voulu ».
Un autre terme, « Law chā'Allāh » (ar) لَوْ شَاءَ ٱللَّٰهُ, signifiant « Si Allah [le] voulait/souhaitait », est utilisé pour exprimer un désir ou un souhait qui ne peut être atteint. Diachroniquement, c'est de cette dernière expression, et non de « Inch'Allah », que sont dérivés l'espagnol « ojalá (que) » et le portugais « oxalá (que) », signifiant tous deux « Espérons (que) ».